# Donna Amato
Pour les articles homonymes, voir Amato (homonymie).
Donna Amato (née à Pittsburgh) est une pianiste américaine. Elle enseigne à l’université de Pittsburgh.
Elle a enregistré la musique de Franz Xaver Wolfgang Mozart, Alexandre Scriabine, Edvard Grieg, Ethelbert Nevin, Giacinto Scelsi, Olivier Messiaen, Henri Dutilleux, Michael Daugherty, Geirr Tveitt, Carson Cooman, Arnold Rosner, Thomas L. Read.
À noter que Donna Amato fait partie des rares pianistes à avoir enregistré la musique de Sorabji, réputée pour sa grande difficulté. Elle a notamment gravé Symphonia brevis. Elle a effectué la plupart de ses enregistrements pour la maison de disques Altarus Records.

## Source
- (en) Cet article est partiellement ou en totalité issu de l’article de Wikipédia en anglais intitulé « Donna Amato » (voir la liste des auteurs).